# Giro d'Itàlia de 1910
El Giro d'Itàlia de 1910 va ser la segona edició del Giro d'Itàlia, una cursa ciclista organitzada i patrocinada pel diari La Gazzetta dello Sport. La cursa començà el 18 de maig amb una etapa entre Milà i Udine de 388 quilòmetres, i finalitzà el 5 de juny de 1910, novament a Milà després d'haver recorregut 2.987,4 quilòmetres distribuïts en 10 etapes. La cursa va ser guanyada per l'italià Carlo Galetti de l'equip Atala-Continental, el qual fou seguit per Eberardo Pavesi i Luigi Ganna, segon i tercer respectivament.
Eberardo Pavesi fou el primer ciclista a liderar la cura després de guanyar l'etapa inicial amb final a Udine. Després de la segona etapa Carlo Galetti agafà el liderat de la cursa i ja no l'abandonà fins al final, a Milà. A banda de la victòria final Galetti també guanyà dues etapes. L'equip Atala-Continental guanyà la classificació per equips.

## Canvis respecte al Giro d'Itàlia de 1909
Es va fer un canvi important en el càlcul de la classificació general abans del començament de la segona edició del Giro d'Itàlia. En la primera edició s'atorgava un punt a cada ciclista segons la posició que ocupava en cada etapa, però els organitzadors van decidir canviar-ho en la segona edició i atorgar als ciclistes classificats més enllà de la posició 51 de cada etapa 51 punts, mentre pels 50 primers se seguia aplicant la mateixa distribució de punts, un per posició.
Els organitzadors van decidir augmentar la durada de la cursa després de l'èxit de la primera edició. Així, es passà de vuit a deu etapes, i el quilometratge final va arribar fins a quasi 3.000 quilòmetres, quasi 500 més que en la primera edició.

## Participants
Un total de 101 ciclistes van iniciar la segona edició del Giro d'Itàlia dels 118 que s'havien inscrit per prendre-hi part. D'aquests 101 ciclistes que van prendre la sortida el 18 de maig sols vint d'ells van arribar a Milà el 5 de juny. Als ciclistes se'ls permetia córrer de manera independent o formant part d'un equip. Sis foren els equips que van prendre part en la cursa: Atala-Continental, Atena-Dunlop, Bianchi-Dunlop, Legnano-Dunlop, Otav-Pirelli i Stucchi-Pirelli.
Entre els participants destaca el vencedor de la primera edició del Giro, Luigi Ganna, però també famosos ciclistes italians del moment, com Carlo Galetti, Ezio Corlaita, Giovanni Rossignoli i Eberardo Pavesi. El dues vegades vencedor del Tour de França Lucien Petit-Breton va disputar el Giro per segon any consecutiu, acompanyat pel seu compatriota Jean-Baptiste Dortignacq, el qual havia destacat al Tour amb set victòries d'etapa. El Giro també va comptar amb els primers ciclistes alemanys, cap dels quals finalitzà la cursa.

## Desenvolupament de la cursa

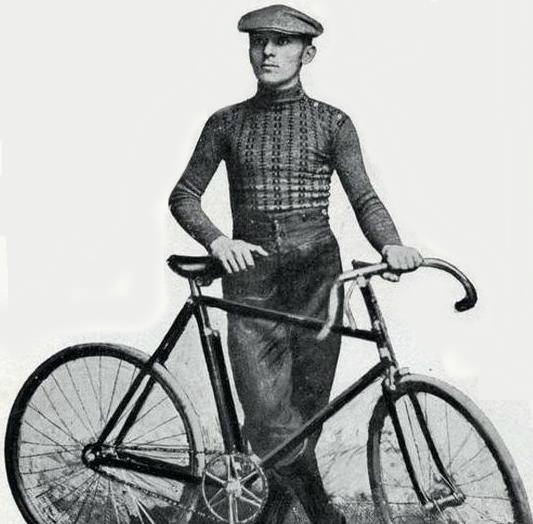
Eberardo Pavesi guanyà dues etapes en l'edició del Giro d'Itàlia de 1910.

La segona edició del Giro d'Itàlia va començar amb una llarga etapa entre Milà i Udine que va ser molt disputada i en què cinc ciclistes es van disputar la victòria en la línia d'arribada. Ernesto Azzini va ser el més ràpid a l'esprint. La segona etapa va viure la primera victòria d'un ciclista no italià en la història del Giro, guanyada pel francès Jean-Baptiste Dortignacq. Dortignacq va aconseguir desempallegar-se del seu company d'escapada Carlo Galetti, aconseguint la victòria en solitari a Bolonya, mentre sis ciclistes el seguiren de prop. La segona posició de Galetti en l'etapa li va permetre aconseguir el liderat de la cursa. L'èxit francès va enfurismar als aficionats italians, que van reaccionar atacant els ciclistes estrangers a Bolonya. Com a resultat els ciclistes italians van decidir unir-se contra els francesos. La tercera etapa va veure els tres millors ciclistes italians, Luigi Ganna, Carlo Galetti i Eberardo Pavesi, atacant des de bon començament de l'etapa. Els tres van rodar conjuntament fins a Teramo, on Galetti fou el més ràpid, Ganna segon i Pavesi tercer.
La quarta etapa, amb quatre ascensions en el seu llarg trajecte a través dels Apenins, va ser extremadament dura i va suposar la retirada d'un gran nombre de ciclistes, entre ells Lucien Petit-Breton, tercer classificat en la general. El ritme del gran grup fou molt lent i els ciclistes arribaren dues hores més tard del previst a Nàpols. Pierino Albini va vèncer el francès Maurice Brocco per 36 segons en la victòria d'etapa. Abans de començar la cinquena etapa el francès Jean-Baptiste Dortignacq es va veure obligat a retirar-se de la cursa afectat per una malaltia. La policia investigà aquesta retirada sospitant de possible joc brut, però els seus resultats són controvertits. Per culpa de les carreteres intransitables l'inici de la cinquena etapa va ser traslladat de Nàpols a Càpua, passant l'etapa de 224,1 a 192,3 quilòmetres. Eberardo Pavesi va guanyar aquesta etapa, després de liderar-la la major part d'ella.
El gran grup es va mantenir intacte durant la primera meitat de la sisena etapa, moment en què Luigi Ganna i Carlo Galetti van atacar, per arribar destacats a Roma, on Ganna va ser el més ràpid. Un grup de sis ciclistes lidera bona part de la setena etapa, abans que Galetti i Ganna s'escapessin novament. Ambdós van fer plegats el recorregut fins a Gènova, on una gran multitud d'espectadors els esperava. Ganna va guanyar la seva segona etapa consecutiva, mentre Galetti ampliava el seu avantatge sobre la resta de rivals. La vuitena etapa, amb la dura ascensió al Giovi, va tenir un final molt disputat, amb Galetti, Ganna i Eberardo Pavesi finalitzant amb el mateix temps i Galetti com a vencedor.
Eberardo Pavesi va dominar la novena etapa, en la qual destacaven les ascensions als colls de Nava, Tenda i San Bartolomeo. Pavesi va guanyar l'etapa amb gairebé sis minuts sobre el segon classificat, Luigi Ganna. La desena i última etapa es va veure entelada per la pluja. Carlo Galetti, líder de la cursa, va xocar contra un carro de fenc durant la primera part d'etapa, patint algunes ferides, que no li impediren tornar a pujar a la bicicleta i acabar l'etapa en el cinquè lloc. Malgrat la pluja que queia a Milà, foren molts els espectadors que no van voler perdre's l'arribada dels ciclistes. Luigi Ganna va ser el primer a travessar la línia d'arribada a Milà, guanyant d'aquesta manera la seva tercera etapa en aquesta edició. Carlo Galetti va guanyar el Giro d'Itàlia amb divuit punts sobre Pavesi. L'equip de Galetti, l'Atala-Continental, va guanyar la classificació per equips.

## Resultats

### Resultat de les etapes
| Etapa | Data       | Recorregut         | Km  | Tipus d'etapa       | Vencedor d'etapa               | Líder de la general  |
| ----- | ---------- | ------------------ | --- | ------------------- | ------------------------------ | -------------------- |
| 1a    | 18 de maig | Milà - Udine       | 388 | Etapa plana         | Ernesto Azzini (ITA)           | Ernesto Azzini (ITA) |
| 2a    | 20 de maig | Udine - Bolonya    | 322 | Etapa plana         | Jean-Baptiste Dortignacq (FRA) | Carlo Galetti (ITA)  |
| 3a    | 22 de maig | Bolonya - Teramo   | 345 | Etapa plana         | Carlo Galetti (ITA)            | Carlo Galetti (ITA)  |
| 4a    | 24 de maig | Teramo - Nàpols    | 319 | Etapa amb muntanyes | Pierino Albini (ITA)           | Carlo Galetti (ITA)  |
| 5a    | 26 de maig | Nàpols - Roma      | 192 | Etapa plana         | Eberardo Pavesi (ITA)          | Carlo Galetti (ITA)  |
| 6a    | 28 de maig | Roma - Florència   | 327 | Etapa amb muntanyes | Luigi Ganna (ITA)              | Carlo Galetti (ITA)  |
| 7a    | 30 de maig | Florència - Gènova | 263 | Etapa amb muntanyes | Luigi Ganna (ITA)              | Carlo Galetti (ITA)  |
| 8a    | 1 de juny  | Gènova - Mondovì   | 218 | Etapa amb muntanyes | Carlo Galetti (ITA)            | Carlo Galetti (ITA)  |
| 9a    | 2 de juny  | Mondovì - Torí     | 333 | Etapa amb muntanyes | Eberardo Pavesi (ITA)          | Carlo Galetti (ITA)  |
| 10a   | 5 de juny  | Torí - Milà        | 277 | Etapa amb muntanyes | Luigi Ganna (ITA)              | Carlo Galetti (ITA)  |

### Classificació general
Vint ciclistes finalitzaren les deu etapes. A aquests ciclistes, els punts rebuts en cada etapa segons la posició obtinguda, se sumen per formar la classificació general, sent el vencedor el ciclista que acumulà menys punts.
| Classificació General | Classificació General      | Classificació General | Classificació General |
| Pos.                  | Ciclista                   | Equip                 | Punts                 |
| --------------------- | -------------------------- | --------------------- | --------------------- |
| 1                     | Carlo Galetti (ITA)        | Atala-Continental     | 28 punts 114h 24' 00" |
| 2                     | Eberardo Pavesi (ITA)      | Atala-Continental     | 46 punts              |
| 3                     | Luigi Ganna (ITA)          | Atala-Continental     | 51 punts              |
| 4                     | Ezio Corlaita (ITA)        | —                     | 71 punts              |
| 5                     | Emilio Chironi (ITA)       | Otav-Pirelli          | 77 punts              |
| 6                     | Battista Danesi (ITA)      | Atala-Continental     | 87 punts              |
| 7                     | Clemente Canepari (ITA)    | Otav-Pirelli          | 102 punts             |
| 8                     | Giovanni Marchese (ITA)    | Otav-Pirelli          | 114 punts             |
| 9                     | Ildebrando Gamberini (ITA) | —                     | 120 punts             |
| 10                    | Giuseppe Galbai (ITA)      | —                     | 132 punts             |